# Natatolana tenuistylis
Natatolana tenuistylis là một loài chân đều trong họ Cirolanidae. Loài này được Miers miêu tả khoa học năm 1884.